# Głodek mroźny
Głodek mroźny (Draba dubia Suter) – gatunek rośliny z rodziny kapustowatych.

## Rozmieszczenie geograficzne
Występuje w górach Europy: w Alpach, Pirenejach, na Korsyce i w Karpatach Zachodnich. W Polsce występuje tylko w Tatrach i to zaledwie na trzech stanowiskach, z których dwa zostały odkryte w 2008 r.: Tatry Wysokie, na skałach Pieski, nad żlebem opadającym z Małej Koszystej ku Pańszczyckiej Polanie oraz Tatry Zachodnie na Banistem. Podane w 1938 r. stanowisko na Grani Żabiego nie zostało odszukane.

## Morfologia
PokrójNiewielka roślina poduszkowa z wielogłowym, zdrewniałym korzeniem. Osiąga wysokość 3-15 cm. Tworzy poduszkowate darnie.
ŁodygaNierozgałęziona, owłosiona.
LiścieWiększość liści zebrane w różyczkę liściową u nasady łodygi. Są podłużnie eliptyczne i kutnerowato owłosione. Liści łodygowych 1-3.
KwiatyO białej barwie, zebrane po kilka w baldachogrono na szczycie łodygi. Mają 4 płatki korony o długości 3-4 mm. Słupek nagi. Szypułki kwiatowe i oś grona są owłosione.
OwocNaga łuszczyna 3-4 razy tak długa jak szeroka, zwężona na końcach.

## Biologia i ekologia
Bylina, chamefit. W Tatrach występuje w piętrze kosówki i halnym. Rośnie w szczelinach skał granitowych, kwarcytowych, łupkowych i wapiennych o ekspozycji południowej lub zachodniej. Są to zbiorowiska szczelin skalnych z klasy Asplenietea rupestria. Liczba chromosomów 2n = 16.  

## Zagrożenia
Kategorie zagrożenia gatunku:
- Kategoria zagrożenia w Polsce według Polskiej Czerwonej Księgi Roślin[7] oraz polskiej czerwonej listy[8]: EN (zagrożony). Tą samą kategorię gatunek posiada w Karpatach Polskich według Czerwonej Księgi Karpat Polskich[5].

Populacje tego gatunku w polskich Tatrach są nieliczne pod względem liczby osobników (kilkadziesiąt). Znajdują się jednak poza szlakami turystycznymi i taternickimi terenami wspinaczkowymi. Nie są więc bezpośrednio zagrożone przez ludzi.